# Linnarhultsbron
Linnarhultsbron är en vägbro över Lärjeån i Linnarhult, Göteborgs kommun. Över bron löper Länsväg 190. Bron byggdes i början av 1970-talet och ersatte då den gamla stenvalvsbron som idag går bredvid den nya bron.